# 김다은 (스키 선수)
김다은(2005년 1월 15일~)은 대한민국의 프리스타일 스키 선수로 주 종목은 하프파이프이다.